# Peasiella
Peasiella is een geslacht van weekdieren uit de klasse van de Gastropoda (slakken).

## Soorten
- Peasiella conoidalis (Pease, 1868)
- Peasiella fasciata Reid & Mak, 1998
- Peasiella fuscopiperata (Turton, 1932)
- Peasiella habei Reid & Mak, 1998
- Peasiella infracostata (Issel, 1869)
- Peasiella isseli (Issel, 1869)
- Peasiella lutulenta Reid, 1989
- Peasiella mauritiana (Viader, 1951)
- Peasiella patula D. G. Reid & Mak, 1998
- Peasiella roepstorffiana (Nevill, 1885)
- Peasiella tantilla (Gould, 1849)